# Perjatsi
Koordinaten: 59° 23′ N, 27° 49′ O
Perjatsi ist ein Dorf (estnisch küla) in der Stadtgemeinde Narva-Jõesuu (bis 2017 Landgemeinde Vaivara). Es liegt im Kreis Ida-Viru (Ost-Wierland) im Nordosten Estlands.

## Beschreibung und Geschichte
Das Dorf hat 57 Einwohner (Stand 1. Januar 2012). Es liegt östlich von Sillamäe, in unmittelbarer Nähe zur Ostsee.
Der Ort wurde erstmals 1498 urkundlich erwähnt. Wie die anderen Dörfer der Umgebung entwickelte sich auch Perjatsi ab der Mitte des 19. Jahrhunderts zu einem beliebten Ausflugsort. Städter entdeckten die Ostsee-Küste für die Sommerfrische. Es entstanden zahlreiche Sommerhäuser. Noch in den 1920er Jahren bevölkerten mehrere hundert Sommergäste jedes Jahr das Strandgebiet bei Perjatsi.